# Maria do Espírito Santo
Maria do Espíritu Santo de Silva (Brasil, 1960 - 24 de mayo de 2011, Nueva Ipixuna) fue una ambientalista y sindicalista brasileña, reconocida por sus relevantes trabajos de preservación ambiental en el área de Praialta-Piranheira, así como de la defensa de la reforma agraria en el sudeste del Pará.
Maria y su esposo José Cláudio Ribeiro de Silva, de 52 años, fueron asesinados en una emboscada el día 24 de mayo de 2011. El ataque ocurrió en un asentamiento llamado Maçaranduba 2, localizado cerca de su residencia en Nueva Ipixuna, en el Pará. Ella y su marido habían solicitado la protección de las autoridades locales tras recibir amenazas, pero les fue denegada, según informaron el Diario del Pará y The Guardian. El asesinato de la pareja fue comparado con las muertes del ambientalista Chico Mendes, en 1988, y de la misionaria americana Dorothy Stang, en 2005.
En 2011, después de su muerte, ella y su esposo fueron homenajeados póstumamente con el Premio Héroes de la Floresta, por la Organización de las Naciones Unidas.
En abril de 2013, dos personas fueron condenadas por el asesinato de la pareja, pero el fiscal no pudo establecer una conexión con la persona acusada de ordenar el crimen, el terrateniente José Rodrigues Moreira.